# Herzöge-Bild

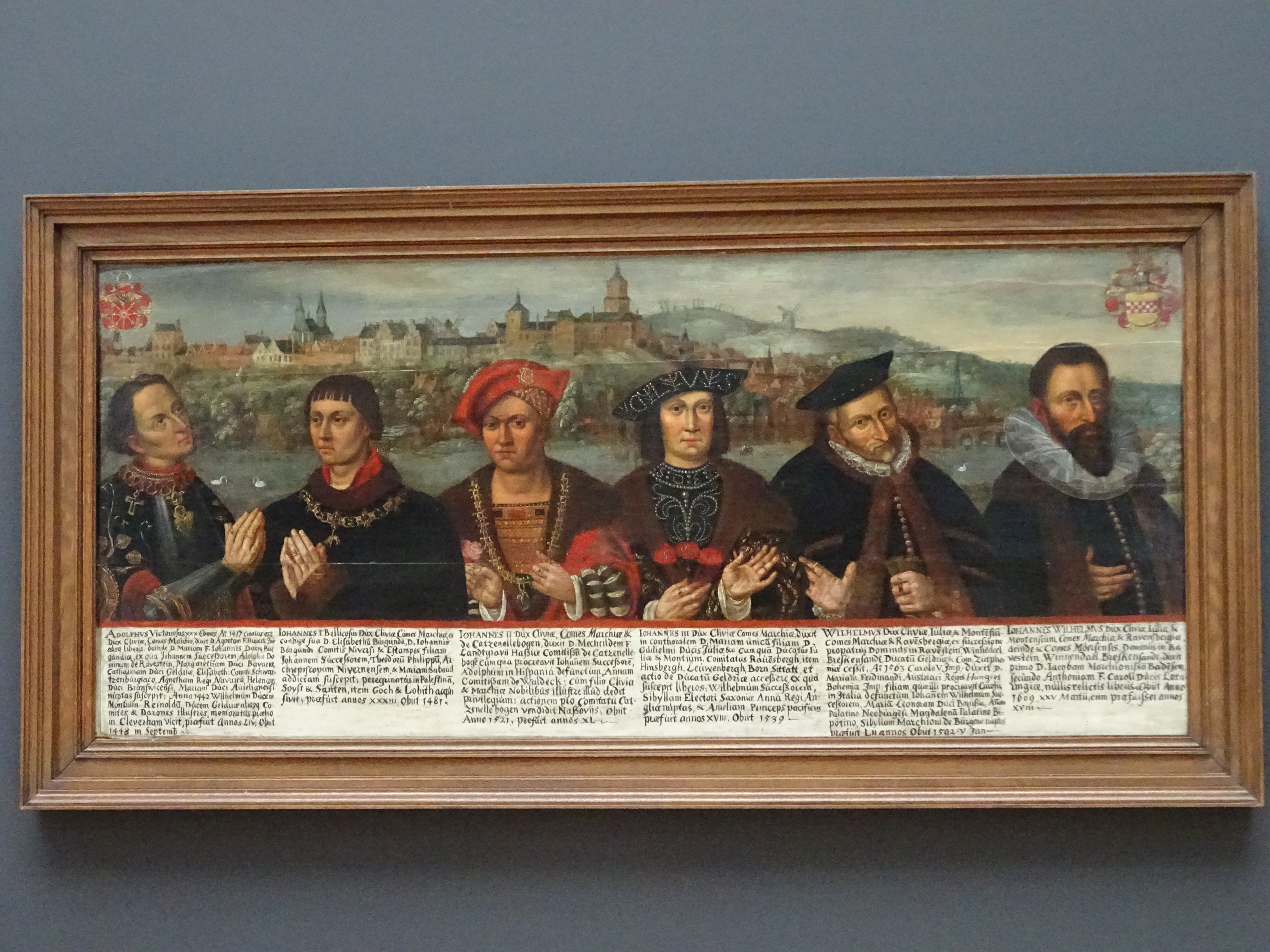
Das Herzöge-Bild im Museum Kurhaus Kleve

Als Herzöge-Bild bzw. Herzöge-Bilder (auch Rathausbild) werden die Exemplare eines Gemäldes bezeichnet, das sich in mehreren Museen auf dem Gebiet des ehemaligen Herzogtums Kleve erhalten hat. Es zeigt die sechs Herzöge von Kleve-Mark bzw. Kleve-Jülich-Berg-Mark-Ravensberg vor ihrer Residenzstadt Kleve.

## Geschichte
Die Entstehung der einzelnen Herzöge-Bilder ist kompliziert und kann nicht bei jedem Exemplar bis ins letzte Detail nachvollzogen werden. Als Ursprungsbild gilt das Exemplar im heutigen Museum Kurhaus Kleve. Alle weiteren Bilder wurden als Kopien bzw. als Kopien dieser Kopien geschaffen. Dabei reicht die Entstehungszeit der Werke vom 17. bis zum 20. Jahrhundert. Die Maler der meisten Herzöge-Bilder sind unbekannt.
| Kleve                   |
| Duisburg                |
| Emmerich am Rhein       |
| Rees (†)                |
| Wesel (Kopie)           |
| Düsseldorf (Kopie)      |
| Wuppertal (Kopie)       |
| Hamm                    |
| Dannenwalde bei Gransee |
| Český Krumlov           |

Das Klever Exemplar entstand wohl um die Mitte des 17. Jahrhunderts, was die Darstellung der Burg und Stadt Kleve nahelegt. So erinnert der Hintergrund an ein Stadtprospekt des Hendrik Feltman. Unwahrscheinlich ist jedoch, dass Feltman selbst als Künstler direkt am Werk beteiligt war. Das Gemälde setzt sich aus mehreren Paraphrasen älterer Herzogsporträts zusammen, die um 1650 als Originale in Kleve vorhanden waren.
Das Bild mit der Darstellung der Klever Herzöge entstand also nach dem Ende des Herzogtums selbst. Im Jahr 1609 übernahm die brandenburgischen Hohenzollern das ehemalige Herrschaftsgebiet des im Mannesstamme erloschenen Geschlechts. Das Klever Original wurde in der Stadt erstmals im Jahr 1844 urkundlich genannt, vorherige Nachweise fehlen gänzlich. Es findet sich nicht in älteren Inventaren des Antikenkabinetts auf der Burg und tauchte auch im Zusammenhang mit dem Rathaus nicht auf. 
In die ehemalige klevische Stadt Duisburg gelangte eine weitere Version des Bildes spätestens im 18. Jahrhundert. 1715 war in einem Inventar im Duisburger Rathaus von „sechs kurfürstliche und fürstliche Contrafaiten“ die Rede. Bis 1936 wurde das Bild in die Bestände des Niederrheinischen Heimatmuseums, des heutigen Kultur- und Stadthistorischen Museums aufgenommen. Der Aufbewahrungsort Rathaus verweist allerdings auf die Bestimmung, die das Gemälde hatte.
Während die ältere Literatur vermutet, dass die Bilder im Auftrag der brandenburgischen Landesregierung entstanden, brachte die Kunsthistorikerin Irmgard Hantsche eine neue Theorie ins Spiel. Demnach wurden die Bilder, für deren Anfertigung die neue Regierung gar keine Veranlassung hatte, von den kleve-märkischen Ständen bestellt. Sie wollten damit ihre älteren Rechte gegenüber den neuen Herren zum Ausdruck bringen. Diese Lesart würde auch den Namen Rathaus-Bild erklären.
Eine Besonderheit stellt das heute in Brandenburg aufbewahrte Bild dar. Es befindet sich im Herrensitz der Familie Waldow in Dannenwalde und wurde irrtümlicherweise lange Zeit mit der dortigen Regionalgeschichte in Verbindung gebracht. Die dargestellten Klever Herrscher wurden noch im Jahr 2001 mit den Bischöfen von Lebus verwechselt. Statt als Kleve sprach man die Stadt im Hintergrund als Dannenwalde an, deren bauliche Vergangenheit über das Werk stilisiert wurde.
Im 20. Jahrhundert entstanden Kopien des Klever und des Duisburger Bildes. Bereits 1938 diente das Duisburger Herzöge-Bild dem Künstler Alexander Bertrand als Vorlage, um eine Kopie für die historische Schausammlung am Düsseldorfer Grabbeplatz herzustellen. Das Werk befindet sich heute im Düsseldorfer Stadtmuseum. Hermann van den Bruck schuf 1955 eine Kopie des Klever Exemplars für die Stadt Wesel. Ihr Herzöge-Bild war im Zweiten Weltkrieg zerstört worden. Ein weiteres Exemplar von 1901 hat sich im Wuppertaler Historischen Zentrum erhalten.

## Beschreibung

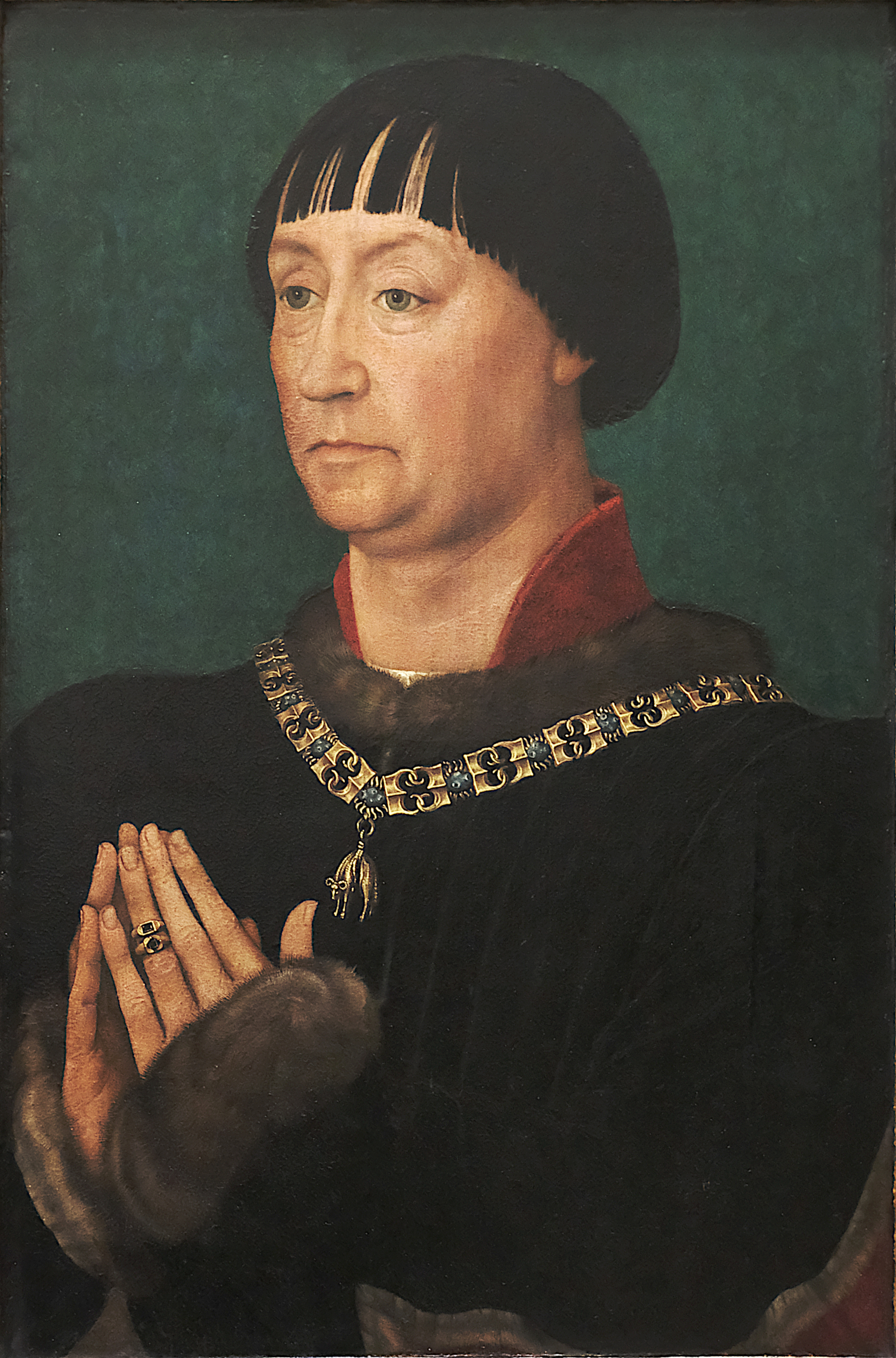
Das Vorbild für das Porträt Johann I. stammt von Rogier van der Weyden, heute im Louvre

Die Herzöge-Bilder weisen, trotz ihrer unterschiedlichen Geschichte, mehrere Gemeinsamkeiten auf. Alle wurden auf Holztafeln aufgemalt, lediglich das Exemplar auf Burg Krumau bildet eine Ausnahme, weil es auf Leinwand entstand. Vor dem Hintergrund der Stadt Kleve mit Propsteikirche Mariä Himmelfahrt und Schloss reihen sich (von links nach rechts) die Porträts der Herzöge Adolf I., Johann I., Johann II., Johann III., Wilhelm V. und Johann Wilhelm auf. Zwischen den Figuren im Vorder- und der Stadt im Hintergrund vermittelt der Kermesdaelsee, auf dem mehrere Schwäne schwimmen. In den beiden oberen Ecken sind zwei Wappen zu erkennen. Auf der linken Seite befindet sich das Wappen des Herzogtums Kleve, rechts das Wappen der Grafschaft Mark.
Auffällig ist, dass die Wappen der Herzogtümer Jülich und Berg, sowie der Grafschaft Ravensberg fehlen. Drei der sechs Dargestellten herrschten auch über diese Territorien. Allerdings waren die Gebiete zur Zeit der Entstehung des Bildes in der Mitte des 17. Jahrhunderts bereits unter Brandenburg und Pfalz-Hohenzollern aufgeteilt. Die Bilder stehen in einer dezidiert klevischen Tradition, worauf vor allem die Schwanen im Wappen und auf dem See Hinweis geben. Sie verweisen auf den sagenhaften Schwanenritter Elyas, dem Stammvater der Klever Grafen.
Während der Hintergrund des Bildes auf den Maler Hendrik Feltman zurückgeht, wurden auch für die Porträts ältere Vorlagen verwendet. In spiegelbildlicher Darstellung geht das Porträt Adolf I. auf das Stifterbild des 15. Jahrhunderts in der Klever Stiftskirche zurück, das ein Kriegsverlust ist. Das Bildnis Johanns I. wurde im Original von Rogier van der Weyden gemalt und wird heute im Louvre ausgestellt. 
Die Darstellung Johanns III. wurde wohl einem Hochzeitsporträt entlehnt, das in unterschiedlichen Versionen überliefert ist. Hierauf verweisen die Nelken in der Hand des Herzogs. Das Bildnis Wilhelms V. entnahm der Maler einem Altersbild aus der Hand Johan Malthains, das heute im Stadthistorischen Museum Düsseldorf präsentiert wird und auf das Jahr 1591 datiert. Johann Malthain schuf auch die Vorlage für das Porträt Johann Wilhelms. Eine Kopie wird ebenfalls in Düsseldorf präsentiert.
Die Größe der einzelnen Kopien unterscheiden sich jedoch teilweise erheblich. Während das Klever Exemplar ca. 62,5 auf 138 cm misst, kommt die Duisburger Variante nur auf etwa 47,5 auf 137,5 cm. Diese Varianz wird dadurch hervorgerufen, dass unter dem Klever (und dem Emmericher Bild) die Namen und eine biografische Beschreibung der Dargestellten zu finden ist, die auf der Duisburger Variante fehlt. Hier waren die Namen der Herzöge ursprünglich auf dem Rahmen zu finden.